# Marie Gnahoré
Marie Gnahoré, född 9 november 1976, är en friidrottare från Elfenbenskusten. Hon deltog vid olympiska sommarspelen 2000.